# حبيب باشا السعد
حبيب باشا السعد (1867 - 1942)، سياسي، إداري وأول رئيس ماروني للجمهورية اللّبنانية بعد إعلان الدستور، عُرف بوطنيته ونزاهته فتبوأ أرقى المناصب الرسمية وأرفعها في الفترة الممتدة بين عهدي المتصرفية والإنتداب الفرنسي.
نادى حبيب باشا السعد خلال مسيرته السياسية باستقلال لبنان واستقراره، فعارض كل أنواع التدخلات العربية والأجنبية كما ساهم بقيام دولة لبنان الكبير. وفي العام 1920 رفض الاعتراف باستقلال سوريا بحدودها الطبيعية تحت حكم الأمير فيصل، الأمر الذي سبب له الكثير من المتاعب التي وصلت إلى حد محاولة اغتياله. وبين العامين 1928 و1929 أعدّ مجلس الوزراء برئاسة السعد مشروع تعديل بعض مواد الدستور بما يتلاءم مع مصلحة لبنان، فمُددت رئاسة الجمهورية إلى ست سنوات غير قابلة للتجديد إلاّ بعد مرور ست سنوات لانتهاء الولاية الأولى، كما أُعطي لرئيس الجمهورية الحق بحل المجلس النيابي بموافقة مجلس الوزراء، وباتخاذ الوزراء من داخل المجلس أو خارجه، وفي 8 مايو 1929 وافق المجلس النيابي على هذه التعديلات.

## حياته الشخصية
ولد حبيب باشا السعد في قرية عين تراز> في جبل لبنان عام 1866، وهو النجل الثالث للكونت غندور بك وزوجته كاترين الظاهر.
تلقى الباشا دروسه في مدرستي البطريركية والحكمة، ثم انتقل إلى كلية القديس يوسف للآباء اليسوعيين. وفي العام 1905 تزوج من السيدة نجلا الخوري وأنجبا ثلاث فتيات هنّ: وداد، سعاد، ونهاد.

## مسيرته السياسية

### عهد المتصرفية
بدأ حبيب باشا السعد مسيرته السياسية والإدارية في سنّ الثامنة عشرة، عندما عيّنه قائمقام الشوف نسيب بك جنبلاط مديرًا على ناحية الجرد الجنوبي (1884 - 1890). وبين العامين 1890 و1894 عُيّن الباشا رئيسًا للقلم العربي وهو المركز الإداري الأول في متصرفية جبل لبنان، كما تسلّم في العام 1902 منصب رئاسة المجلس الإداري، حيث استطاع زيادة واردات الخزينة وتوسيع صلاحيات المجلس. وخلال العام 1913 عُيّن مرة أخرى رئيسًا للمجلس الإداري حيث بقيَ في المنصب إلى حين أن أصدر أحمد جمال باشا، في العام 1914، قرارًا يقضي بنفيه إلى تركيا.

#### الفترة الإنتقالية
بعد إنتهاء الحرب العالمية الأولى عاد حبيب باشا السعد من منفاه في تركيا بتاريخ 24 سبتمبر 1918، فأجمع اللّبنانيون على اقامته حاكمًا للبلاد نظرًا لترأسه مجلس الإدارة قبل اندلاع الحرب العظمى، فجَمع حوله أعضاء المجلس الإداري السابق وباشروا الحكم من بعبدا بتاريخ 7 أكتوبر 1918. ومع وصول الحلفاء إلى لبنان ثبّت الحاكم الإداري لأراضي العدو المحتلة الكولونال دي بياباب حبيب باشا السعد في منصبه الذي شغله حتى 1 سبتمبر 1920.
أصدر المجلس الإداري آنذاك عدة قرارات رسميّة لضمان مستقبل لبنان، رُفع البعض منها إلى مؤتمر الصلح عن طريق الوفود اللّبنانية كالبطريرك الياس الحويك وسيادة المطران عبد الله الخوري. تمحورت معظم هذه القرارات حول المناداة باستقلال لبنان الكبير بحدوده الطبيعية وإعادة ما سُلخ عنه من أراضي، بالإضافة إلى طلب التعاون بين الحكومة اللّبنانية والفرنسية لإدارة العلاقات الإقتصادية بين لبنان والدول المحيطة.
شهدت العلاقة بين الباشا والسلطات الفرنسية في ذلك الوقت الكثير من التوترات بسبب تدخل الفرنسيين في شؤون الإدارة بشكلٍ نافر، مطالبة حبيب باشا السعد برئيس جمهورية لبناني الجنسية، ومدافعته عن أعضاء مجلس الإدارة الذين طالبوا باستقلال لبنان التام وحياده السياسي وإعادة ما سلخ عنه بموجب إتفاق مع الحكومة السورية.
وبعد سلسلة من الصدامات بين الطرفين أعلن الجنرال غورو دولة لبنان الكبير في 1 سبتمبر 1920، خلال حفل رسمي في حرج البارك حضره كبار الشخصيات وفي مقدمتهم حبيب باشا السعد.

##### عهد الانتداب الفرنسي
بعد اعلان الانتداب الفرنسي أجريت أول انتخابات برلمانية للبلاد في 21 مايو 1922 وأحرزت لائحة حبيب باشا السعد فوزًا ساحقًا، كما اُنتخب الباشا رئيسًا للمجلس النيابي (1922 - 1923). وفي العام 1924 تأسّس مجلس شورى الدولة وعُهد لحبيب باشا برئاسته، إلاّ أنّ هذا المجلس لم يدم طويلًا واُحيلت صلاحياته إلى محكمة التمييز.
ومع إعلان الدستور اللّبناني في 23 مايو 1926 تم تعيّين أعضاء مجلس الشيوخ الذين انتخبوا بعد يومين حبيب باشا السعد رئيسًا لهم. وبموجب الدستور الجديد اجتمع مجلسا النواب والشيوخ وانتخبا في 26 مايو من العام نفسه شارل دباس رئيسًا للجمهورية اللّبنانية، وتألفت الوزارة الرابعة وكان حبيب باشا رئيسها ووزير العدلية في آن واحد.
وقبل انتهاء ولاية شارل دباس عام 1932 انقسم اللّبنانيون حول هوية رئيس الجمهورية الجديد، فما كان على الدولة الفرنسية إلا أن علقت العمل بالدستور وحلّت المجلس النيابي وأقالت الحكومة، وعيّنت شارل دباس المنتهية فترة ولايته رئيسًا للبلاد. لكن هذه الممارسات أثارت استياء اللّبنانيين فاندلعت إحتجاجات واسعة في كلّ أنحاء البلاد، ما دفع السلطات الفرنسية إلى التراجع عن خطواتها السابقة وتعيين حبيب باشا السعد رئيسًا للجمهورية اللّبنانية في 2 يناير 1934، وفي فبراير 1935 جدّدت له رئاسة الجمهورية لعام واحد. ومع انتهاء ولايته الثانية طوى حبيب باشا السعد الصفحة الأخيرة من حياته السياسية لأسباب صحية ليفارق الحياة في 5 مايو 1942.